# NGC 6814
NGC 6814 est une galaxie spirale intermédiaire (barrée,) située dans la constellation de l'Aigle. Sa vitesse par rapport au fond diffus cosmologique est de 1 352 ± 15 km/s, ce qui correspond à une distance de Hubble de 19,9 ± 1,4 Mpc (∼64,9 millions d'al). NGC 6788 a été découverte par l'astronome germano-britannique William Herschel en 1788.

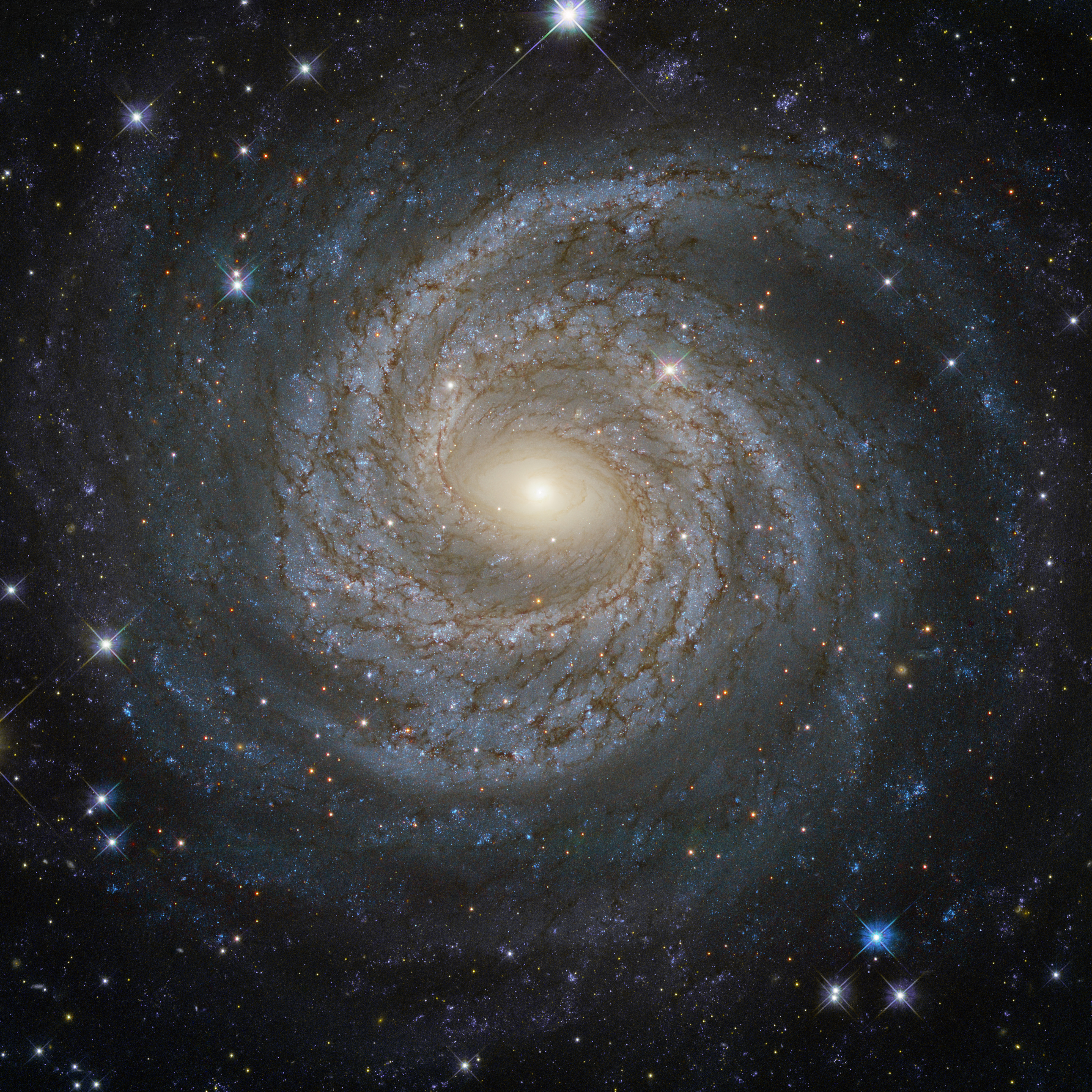
NGC 6814 par le télescope spatial Hubble.

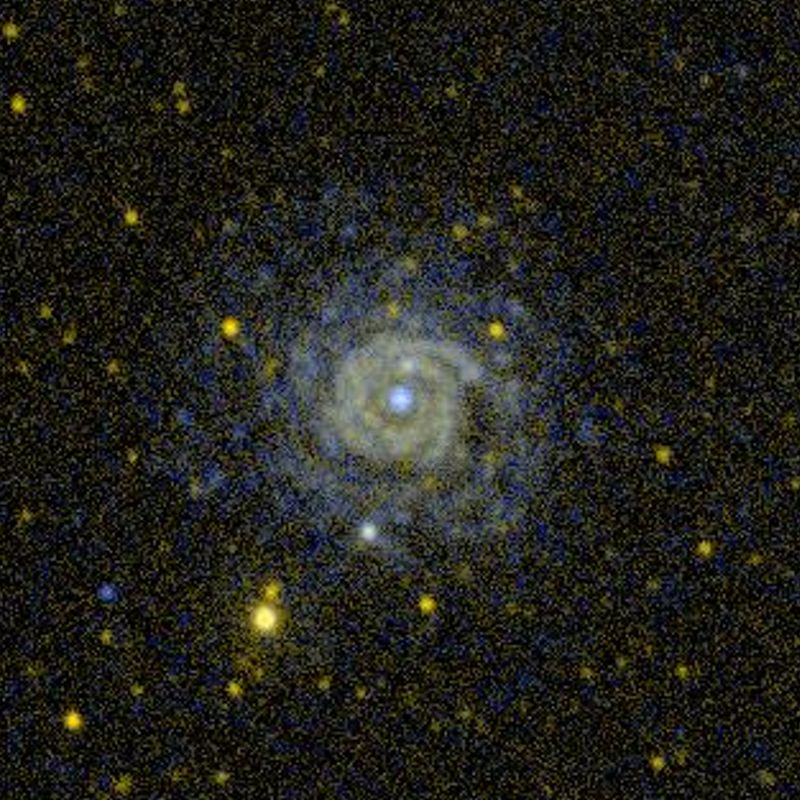
NGC 6814 en ultraviolet par le télescope spatial GALEX.

La classe de luminosité de NGC 6814 est II-III et elle présente une large raie HI. Elle renferme également des régions d'hydrogène ionisé. C'est une galaxie active de type Seyfert 1.5. NGC 6814 émet aussi dans l'infrarouge. Sa luminosité dans l'infrarouge lointain (de 40 à 400 µm) est égale à 13,5 × 109 {\displaystyle L_{\odot }} (1010,13{\displaystyle L_{\odot }}) et sa luminosité totale dans l'infrarouge (de 8 à 1 000 µm) est de 17,8 × 109 {\displaystyle L_{\odot }} (1010,25{\displaystyle L_{\odot }}). Dans la  bande K infrarouge, NGC 6814 présente une barre centrale d'environ 24 secondes d'arc dont l'ellipticité maximale est de 0,39. L'angle de position de celle-ci est de 21°.
À ce jour, cinq mesures non basées sur le décalage vers le rouge (redshift) donnent une distance égale à 11,750 ± 6,198 Mpc (∼38,3 millions d'al), ce qui est à l'intérieur des valeurs de la distance de Hubble. Puisque cette galaxie est relativement rapprochée du Groupe local, cette distance est peut-être plus près de sa distance réelle que la distance de Hubble. Notons que c'est avec la valeur moyenne des mesures indépendantes, lorsqu'elles existent, que la base de données NASA/IPAC calcule le diamètre d'une galaxie et qu'en conséquence le diamètre de NGC 6814 pourrait être d'environ 22,2 kpc (∼72 400 al) si on utilisait la distance de Hubble pour le calculer.

## Trou noir supermassif
Le bulbe de NGC 6814 est une source très variable de rayonnement X, ce qui amène les scientifiques à soupçonner qu’il est l'hôte un trou noir supermassif d’une masse équivalente à 18 millions M☉. 
Une méthode basée sur la cartographie d'écho qui mesure les caractéristiques des raies d’émissions optiques larges provenant des de matériaux froids proches du trou noir central permet d'estimer la masse de celui-ci. Selon une étude publiée en 2010 et selon les caractéristiques de la raie d'émission Hβ de l'hydrogène, la masse du trou noir central de NGC 6814 serait de 17,6+3,3
−3,4 x 106 {\displaystyle M_{\odot }}.
Selon les auteurs d'un article publié en 2012, la connaissance de la masse d'un trou noir central et du taux d'accrétion par celui-ci permet d'estimer le taux de formation d'étoiles dans la région centrale des galaxies de type Seyfert. Ce taux pour NGC 6814 serait à l'intérieur et à l'extérieur d'un rayon de 1 kpc respectivement de 0,092 {\displaystyle M_{\odot }}/an  et de 1,4 {\displaystyle M_{\odot }}/an
.
Selon une étude publié en 2015, la masse du trou noir central de NGC 6814 est de 106,94+0,077l
−0,09 ce qui correspond à  8,71 +1,69
-3,04*106{\displaystyle M_{\odot }}